# 十和田湖
十和田湖（とわだこ）は、青森県十和田市と秋田県鹿角郡小坂町にまたがるカルデラ湖。面積は日本の湖沼では12番目である。二重式陥没カルデラ湖で南部の御倉半島（おぐらはんとう）と中山半島に挟まれた中湖（なかのうみ）と呼ばれる水域に最深部があり、最大水深は326.8 mで日本の湖沼では第3位である。
この湖から唯一流出する奥入瀬川が、湖東岸より北東方向に太平洋に向かって流れ、湖から約14 kmにわたる奥入瀬渓流となっている。十和田湖は「十和田火山」として、約20 km北の火山群である八甲田山ともども防災行政の監視対象になっている。

## 概要
1936年に周辺の奥入瀬渓流、八甲田火山群と共に十和田八幡平国立公園に指定された。青森県を代表する観光地となっており、「十和田湖および奥入瀬渓流」として文化財の特別名勝及び天然記念物（天然保護区域）の指定も受けた。
十和田湖には二つの半島が突き出ており、中山半島の西側に位置する湖は西湖（にしのうみ）、御倉半島（日暮崎）の東側に位置する湖は東湖（ひがしのうみ）、その間の湖は中湖（なかのうみ）と呼ばれている。
西湖一帯は全国唯一の湖を登録したみなとオアシスで、観光拠点ともなっている。冬季を除き、遊覧船が就航している。
内水ながら、国の地方港湾に指定されている港が2つ存在する。奥入瀬渓流入り口の子ノ口（ねのくち）港と、十和田湖南岸の中山半島西側付け根に位置する休屋（やすみや）港である。
国会議事堂の中央広間の四隅を彩る日本の春夏秋冬を描いた油絵のうち、夏の題材とされている（田中儀一作『十和田湖と奥入瀬』）。

## 地理
十和田湖を擁する山地は、その北に位置する八甲田山と同じく、カルデラを有する火山群である。約20万年前から約15万年前の十和田火山の噴火活動で中央部が陥没した地形となり、3万5000年〜1万5000年頃の巨大噴火で水が流入してカルデラ湖が形成された。最大深度326.8 mは日本で3番目の深さである。湖を真上から見ると胡桃を半分に割った断面図のような形をしており、南岸には西寄りに中山半島、東寄りに御倉（おぐら）半島が突き出している。中山半島の西側付け根近くには恵比寿大黒島と呼ばれる小島が存在する。
東岸からは唯一の流出河川である奥入瀬川が太平洋に向けて流れ出ている。十和田湖への流入河川は銀山川、大川岱（おおかわたい）川、鉛山川、宇樽部（うたるべ）川、神田川などがある。

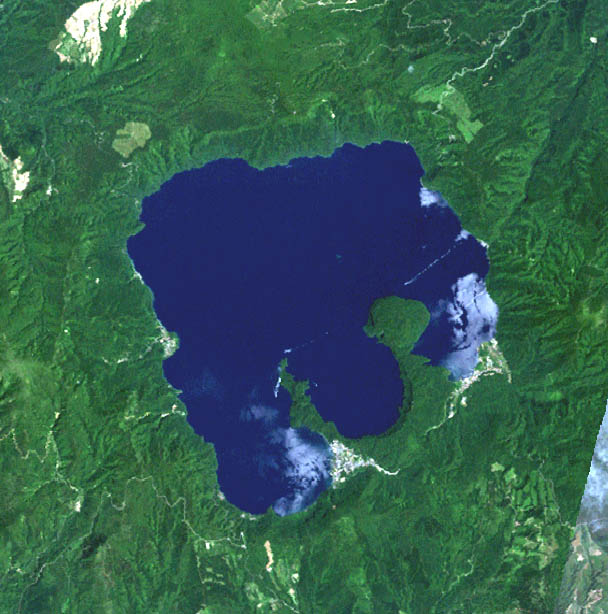
衛星写真

十和田湖は江戸時代には一帯が南部藩領であった。1871年（明治4年）の廃藩置県で東岸が青森県、西岸が秋田県となったが、湖面上の境界線は決められていなかった。2008年8月29日に青森市で開かれた北海道・北東北知事サミットにおいて、青森・秋田両県と沿岸の関係市町が、湖面の境界線を青森県6：秋田県4という割合で県境を画定することで最終合意した。同年11月14日に確定し、12月25日に官報で告示された。これにより、1871年の廃藩置県以来、137年目にして県境が決定した。
具体的には、湖の北側にある御鼻部山の頂上から、西側の尾根に当たる桃ノ沢河口と87林班東端の中間点を直線で結び、南側は神田川河口を県境とする。これにより61.02km2の十和田湖は、青森県十和田市に36.61 km2、秋田県小坂町に24.41 km2が割り振られ、その分の地方交付税交付金（年間総額約6700万円）も増額分配される。なお増額分の交付金は、十和田湖の環境対策や観光振興に使われる。

## 「十和田火山」の噴火史

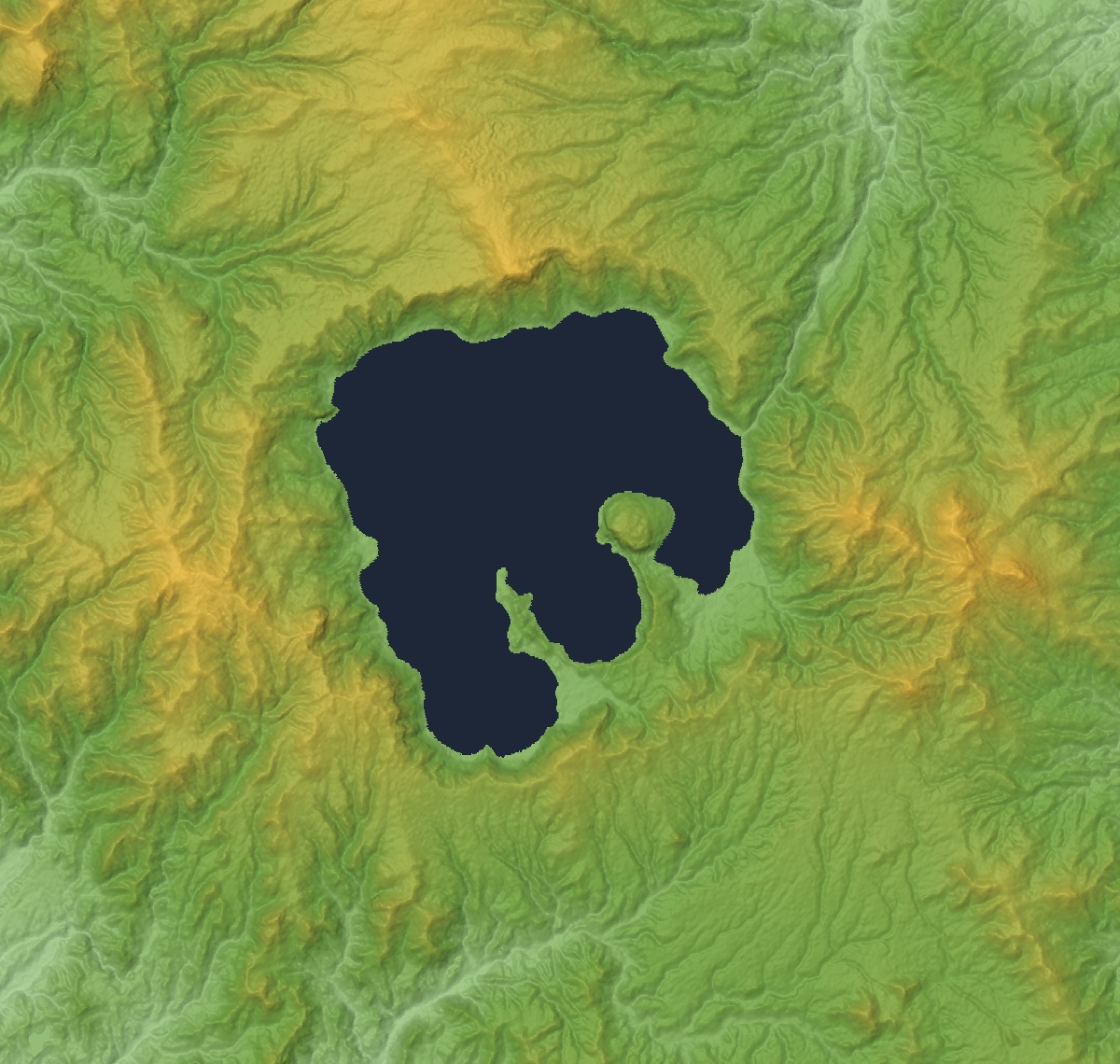
十和田カルデラの地形図

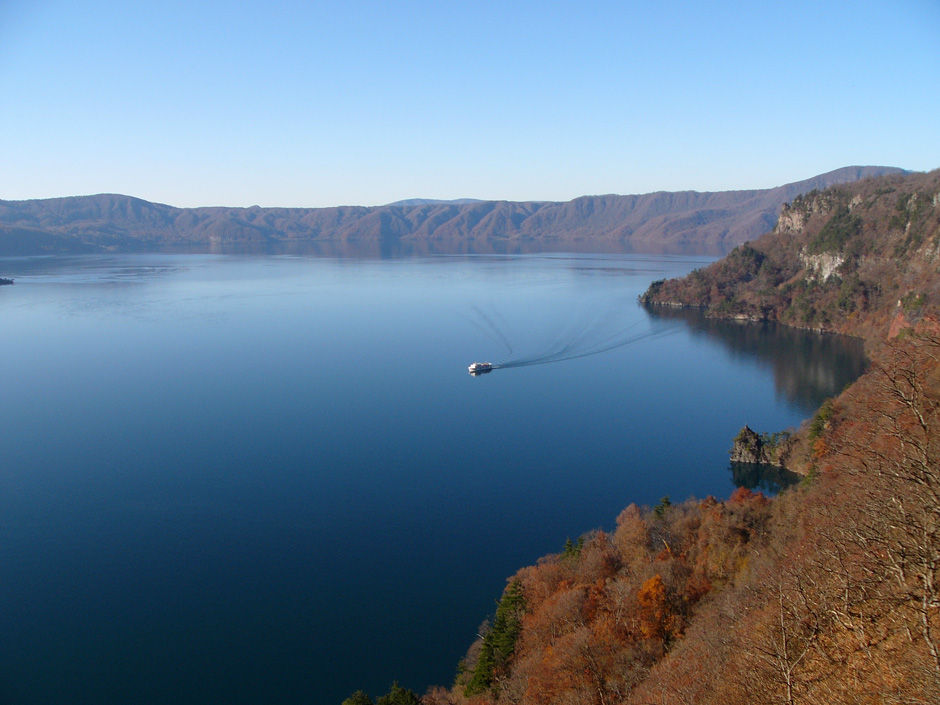
カルデラ壁

十和田湖は火山の山頂部に水がたまったカルデラ湖である。中世以降は噴火の記録が無いものの、「十和田火山」として防災行政の監視対象になっている。大規模な噴火が将来起きた場合、火砕流が岩手県北西部を含む最大30 km圏内に到達し、火山灰や噴石はさらに広範囲に被害を与えるとのハザードマップが公表されている。
先十和田火山の活動が約160万年前～60万年前以前に見られる。約40万年の活動空白期を挟んで、十和田火山が約22万年前から活動を開始した。その活動ステージは22万年前～6.1万年前の先カルデラ期、6.1万年前～1.55万年前のカルデラ形成期、1.55万年前～現在の後カルデラ期に分けられる。
22万年前から6.1万年前の先カルデラ期は、安山岩の溶岩流や軽石・スコリアを噴出した。
約10万年前からマグマの噴出量が増加し、約6.1万年前の噴火エピソードQ（奥瀬火砕流, 4.76 DRE km3以上)から低頻度で、流紋岩の大規模な火砕流を伴うカルデラ形成期となった。この活動期のうち、約3.6万年前の噴火エピソードNと(大不動火砕流, 17.87 DRE km3)、約1.55万年前の噴火エピソードL(八戸火砕流, 20.34 DRE km3)は特に規模の大きな噴火で、大不動火砕流や八戸火砕流は現在の青森市街まで到達している。
噴火エピソードLから現在は後カルデラ期と定義されている。この後カルデラ期では、カルデラ形成期と比べると噴火の発生が高頻度で、1イベントの噴出量が数km3DRE以下の活動となっており、デイサイトのプリニー式噴火・溶岩ドーム形成が主となっている。
約1万年前に十和田カルデラの東南部で噴火によってカルデラ内部に五色岩（または五色台）火山が形成された。五色岩火山は初期に玄武岩を噴出し山体を成長させた。その後、安山岩・デイサイトを経て流紋岩を噴出するようになった。それに伴い爆発的噴火が多発し火口を拡大していった。そして、約6200年前の噴火エピソードC(中掫軽石, 2.52 DRE km3)で火口壁が崩壊し第一カルデラの湖水が火口に流入した。これにより中湖ができたと考えられている。

### 噴火エピソードA
915年（延喜15年）、大噴火(噴火エピソードA, To-a, 平安噴火)を起こした。マグマ噴出量は2.1 DRE km3。火山爆発指数はVEI5。この噴火は過去2000年間、日本国内で起きた最大規模の噴火であったと見られる。この噴火を直接記録した文献記録は現地では見つかっていないとされている。京都で著された『扶桑略記』には朝日に輝きがなく月のようだったという記録がある。
この噴火により大規模な火砕流（毛馬内火砕流）が生じ周囲20 kmを焼払った。噴出物（主に火山灰）は東北地方一帯を広く覆い、甚大な被害をもたらしたと推定される。十和田火山の噴出物は通常偏西風に乗り十和田湖の東側に流れるが、この年の噴火では十和田湖の西側に流れている。これは夏のこの地方の気象現象であるやませが原因であると考えられている。東の三本木原は昔の十和田火山の噴出物でできているが、やませのため西側に降下した噴出物はラハールとなって米代川を流れ下り、流域の人家を埋没させた。胡桃舘遺跡は、この折に埋没した住居の跡である。これら大災害を人々は三湖伝説として語り継いだと考えられている。一方で、噴出物により広大な砂地が形成された結果、人々の居住に適した環境が整い居住者の増加に影響を与えたと考える研究者もいる。

#### 平安噴火噴出物 (下位から)[23]
- 大湯火砕堆積物-1 (OYU-1)：中湖を給源とする軽石層。軽石火山礫の1～3割がカリフラワー状軽石。一定の噴出率を持ったプリニー式噴火が数時間程度続き、南西方向を軸に軽石が降り注いで形成したとされる。噴出量約0.21km3。
- 大湯火砕堆積物-2 (OYU-2)：細粒火山灰層。マグマ水蒸気噴火が発生し、降下火山灰層 (OYU-2a)とベースサージ堆積物 (OYU-2b)が形成されたとみられる。噴出量はOYU-2aが凡そ0.012km3、OYU-2bが凡そ0.041km3。OYU-2bによってタフコーンが形成され、一時的に外来水が遮断された可能性がある。
- 大湯火砕堆積物-3 (OYU-3)：OYU-1とよく似た軽石層。OYU-1同様プリニー式噴火によって形成したとされる。噴出量約0.006km3。
- 大湯火砕堆積物-4 (OYU-4)：OYU-2bとよく似た細粒火山灰層。OYU-2b同様マグマ水蒸気噴火によって形成したと考えられる。噴出量約0.017km3。
- 大湯火砕堆積物-S (OYU-S)：軽石火山礫と軽石質火山灰の互層。明瞭な層理を示し、一部は斜交層理を示す。下部 (OYU-SL)は多量の炭化木片が含まれる。マグマ水蒸気噴火によって高温・高速の乾燥したベースサージが発生し形成したとみられる。噴出量約0.24km3。
- 毛馬内火砕流堆積物 (KPf)：平安噴火噴出物の最上位層をなす軽石流堆積物。溢流型火砕流によって形成されたとみられる。黒曜石片を含むことが特徴。カルデラリム低所から軽石流がカルデラ外に流出した。噴出量は2.5km3以上。
- 十和田-a火山灰 (To-a)：東北地方全域に分布する広域テフラ。黒曜石片を含むことからKPfのco-ignimbrite ashと考えられる。噴出量約2.2km3。

### 常時観測火山
2016年12月1日より十和田は気象庁の常時観測火山に指定された。

## 湖と環境

### 水質
かつて十和田湖西岸には17世紀中頃に発見された鉛山鉱山と十輪田鉱山があり、鉛や亜鉛、銅を産出していた。この廃鉱山からの流入水は現在も湖水の亜鉛含有量に影響を与えていると考えられる。

### 生物
十和田湖周辺は冷温帯林（ブナ林）や亜寒帯林（ダケカンバ林）が広がり、クマタカやイヌワシ、ツキノワグマといった野生動物や森林性の野鳥（シジュウカラ、ゴジュウカラ、アカゲラ、コゲラなど）が生息する。水鳥（ホシハジロ、キンクロハジロ、ホオジロガモ、カイツブリなど）も飛来する。
これら鳥獣の生息が重要であることから、国指定十和田鳥獣保護区（大規模生息地）に指定されている（面積37,674 ha、うち特別保護地区19,366 ha）。
2008年4月、同湖で死んだハクチョウ3羽と衰弱したハクチョウ1羽が見つかった。同月23日簡易検査で鳥インフルエンザと推定されたため、同月27日動物衛生研究所（茨城県つくば市）で再検査したところ鳥インフルエンザウイルス強毒性のH5N1亜型が検出されたと秋田県と環境省が同月28日に発表した。

#### 生息魚介類
火山火口にできたカルデラ湖であるため、人間が魚の放流を開始する以前に生息していた魚介類はサワガニのみと考えられている。従って、現在生息している魚類の全てが人為放流された物である。記録に残る最初の放流は、1855年のイワナとされている。1960年代に行われた調査では、下記が確認されている。
- 魚類：ヒメマス、ニジマス、イワナ、サクラマス、コイ、フナ、ウナギ、カジカ、ヨシノボリ、ワカサギ
  - サクラマスは奥入瀬川の銚子大滝に作られた魚道を通って天然魚が遡上して定着したが、「ヒメマスが捕食され繁殖を阻害する」との理由で魚道は破壊された。現在生息しているサクラマスは、その時に湖中に残された個体の子孫と考えられる[28]。
  - ニジマスは、1900年と1919年に日光の中禅寺湖から移入された[27]。
  - ウグイ、アユは定着に失敗した。
- 甲殻類：スジエビ、サワガニ
  - スジエビは、1905年に八郎潟から移植され定着した[29]。

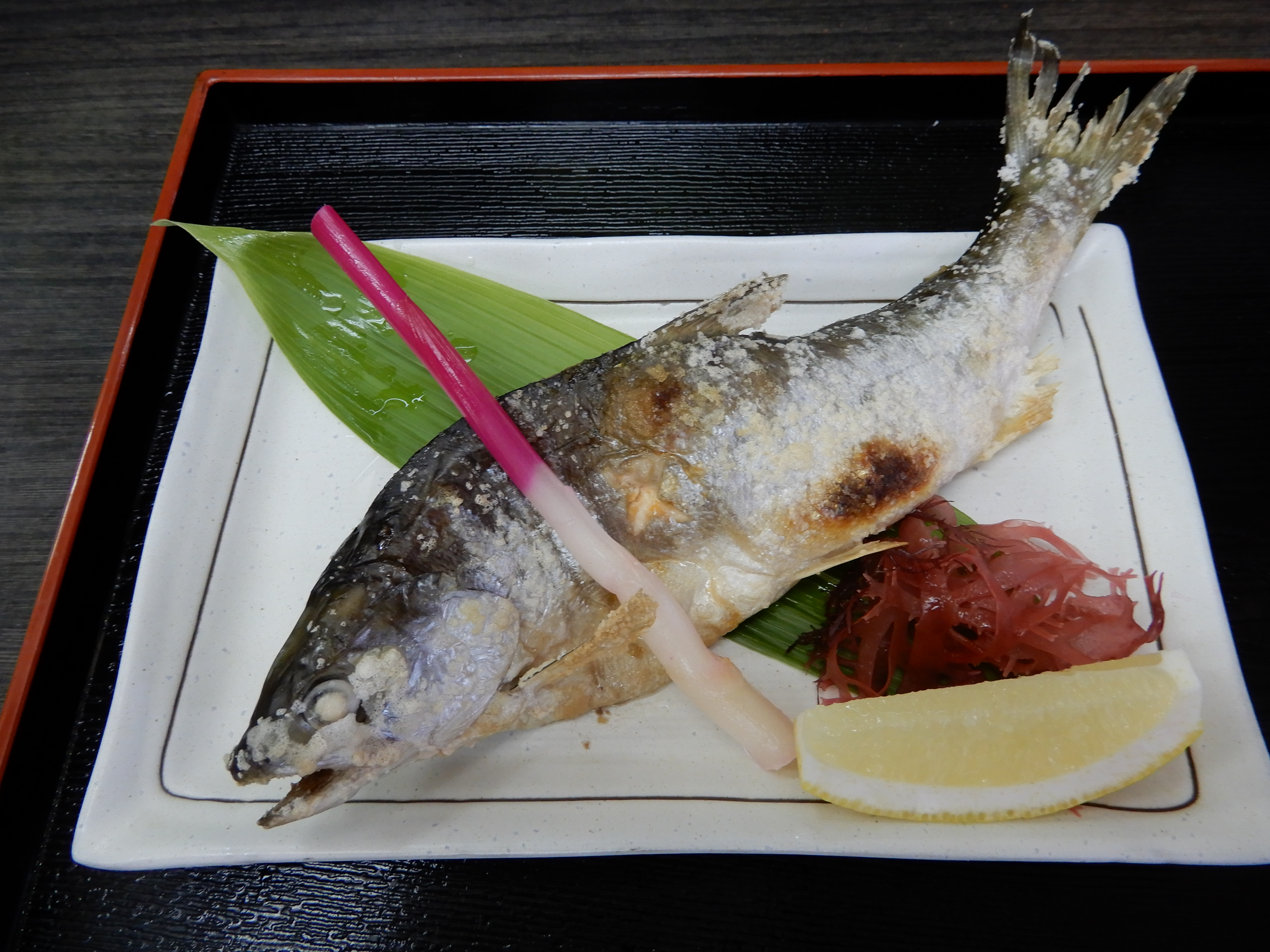
十和田湖湖畔の食堂のメニュー ヒメマスの塩焼き

ヒメマスなどは漁業や釣りの対象となっている。

#### ヒメマス養殖
1903年に和井内貞行らによりヒメマスの最初の放流が行われた。十和田湖へのヒメマスの定着以降は、本州各地の湖への移植用卵及び稚魚の供給源として中禅寺湖とともに重要な位置を占めている。1960年或いは1967年の調査で、流入河川ではなく湖底に産卵床を形成し産卵していることが確認されている。また、1975年と1976年に行われた調査では「漁獲魚のほとんどが放流魚の可能性が高い」との結果が得られたが、1945年前後は放流が全くなかったにも拘わらず、相当量の産卵が行われていた時期もある。湖畔の秋田県側の小坂町の生出（通称：和井内）地区には、ヒメマスの孵化場がある。

## 歴史

### 歴史
十和田湖にはマタギ（猟師）にまつわる伝説もあるほか、湖畔の中山半島にある十和田神社は坂上田村麻呂が平安時代初期の大同2年（807年）に創建したとの説もある。
十和田神社は中世に山伏が修行し、江戸時代には南部藩の霊場となっていた。それは、三湖伝説で語られる南祖坊（なんそのぼう）が、湖の主であった八郎太郎を追い出し、龍神に姿を変え湖の主として十和田湖に身を沈め青龍権現となったとされ、十和田湖はその青龍権現を祀る神仏習合の霊山として、近畿の熊野権現や関東の日光東照宮に比すべき北東北最大の山岳霊場であった。
近世以降は1665年（寛文5年）に鉛鉱、1719年（享保3年）には銀鉱が発見され十和田鉱山で知られるようになった（1897年廃坑）。
1807年（文化4年）菅江真澄は鹿角方面から鉛山峠を越え青龍権現を参拝し、人々の参拝の様子を『十曲湖』に記録した。
1849年（嘉永2年）松浦武四郎は北海道からの帰路、奥入瀬方面から青龍権現に参拝し、発荷峠を越え鹿角地方に抜けその記録を『鹿角日記』に記録した。
江戸時代は青龍権現への巡礼者は積雪期には里に戻っていた。1869年（明治2年）栗山新兵衛は十和田湖の休屋地区を初めて開拓をし通年で滞在した。彼以来、移住者が休屋や休平を開拓していった。
1872年（明治5年）に廃仏毀釈運動により、修験道は禁止され、霊山としての十和田湖は大打撃を受けた。十湾寺を十和田神社として青龍大権現を外に移して、祭神をヤマトタケルと申し立てたが認められず、1873年（明治6年）奥瀬の新羅神社に合祀され、御堂は取り壊された。2年後に復社が許され御堂の跡地にささやかな社殿が建てられたが、十和田信仰は大きな打撃を受けた。
1905年（明治38年）に和井内貞行はヒメマスの養魚事業を成功させた。さらに、彼は観光事業にも先鞭を着けた。
1908年（明治41年）に文人の大町桂月が初めて十和田湖を訪れ、1921年から1923年にかけて周辺を探勝し、その素晴らしさを紹介して以降は、風光明媚な観光地として知られるようになった。観光に訪れる客の玄関口となった国鉄三沢駅（当時は古間木駅）には上流階級の使用を想定した貴賓室が設けられた。
景勝地の十和田湖を全国に紹介した大町桂月、十和田湖観光開発に尽力した法奥沢村村長の小笠原耕一と、青森県知事の武田千代三郎の3人は、十和田湖への功労者として特に有名で、1953年（昭和28年）御前ヶ浜に3人の顕彰碑として「乙女の像」が建てられた。
1914年（大正3年）、気動遊覧船「南相丸」が就航した。
奥入瀬川の水源を利用した十和田湖周辺の開発は江戸時代末期から行われていた（1855年（安政2年）には新渡戸傳が私財を投じて三本木原野を開拓している）。一方、1930年代には国立公園制度ができたものの十和田湖周辺では1928年（昭和3年）に農林省の三本木原開墾事業計画が立てられ地元では自然保護派と推進派が対立していたため指定は見送られた。粘り強い運動により1936年（昭和11年）に国立公園に指定され、翌年には自然保護と灌漑・発電の両立のため「奥入瀬川河水統制計画」が策定された。
1939年（昭和14年）10月、遊覧船が火災を起こす。乗船していた国鉄浅虫駅駅長ら2人が行方不明。
1968年（昭和43年）に、現在の国土地理院の地形図に記載されている、中湖の岸辺、中山半島の先の方にある蝋燭岩が、十勝沖地震の時に折れて水中に没している。
2003年 - 2004年ごろの300万人をピークに観光客は減少を続け、特に東日本大震災のあった2011年には大きく数を減らした。その後回復傾向にあるとはいえ、2014年でも最盛期の2/3に満たない。この影響で、宿泊施設 や土産物屋の休廃業が相次ぎ、これらが集まる休屋地区は「廃屋通り」と呼ばれるほどの惨状を呈している。こうした現状を打破すべく、環境省と地元関係団体は「国立公園満喫プロジェクト」 において「十和田八幡平国立公園 ステップアッププログラム2020」 を策定し、再開発に乗り出した。
2021年には東京2020オリンピック聖火リレーの青森県内コースに選ばれ、6月11日に十和田湖観光交流センター「ぷらっと」から「乙女の像」 まで聖火ランナーがトーチをつないだ。

## 観光
十和田神社が所在し、現在も観光施設や行政・公共機関（郵便局や学校など）、民家が多いのは、湖南岸で中山半島西側付け根の休屋地区（青森県十和田市）である。JRバス東北の十和田湖駅や遊覧船乗り場など交通結節点であり、環境省の十和田ビジターセンター や旅館・ホテルなどがある。十和田科学博物館は休館中。
湖畔には1953年（昭和28年）に建てられた高村光太郎作のブロンズ像「乙女の像」があり、台座には国立公園化の実現に寄与した大町桂月、武田千代三郎、小笠原新一の功績が刻まれている。湖岸ではこのほか、青森県十和田市側の宇樽部、子の口や、湖の西南岸や西岸の秋田県小坂町側にも旅館・ホテル、キャンプ場、集落がある。十和田湖畔温泉としていくつかの旅館・ホテルでは温泉に入浴できる。秋田県側の十和田プリンスホテルは十和田湖西湖畔温泉を称している。湖を取り巻く山々の幾つかには、湖面を見下ろせる展望台が設けられている。
青森・秋田県境にあるため、土産物屋では青森の特産物（リンゴなど）と秋田の特産物（きりたんぽや樺細工）とが両方販売されている。
十和田湖の観光は団体旅行客が主力であったが、観光が個人客に中心にシフトするにつれてホテル等の施設が対応できないまま陳腐化。2010年代に入ると東日本大震災などによる宿泊客の落ち込みもあり、休屋地区の宿泊、売店、食堂など施設の約1/3は営業できない状態となった。休業中の宿泊施設は解体されるものもあったが、放置状態となり劣化、景観上から問題となるものもあった。2020年には国有地内の破綻した旧十和田観光ホテルが、環境省の代執行により解体されている。

### 航路
湖上には観光用の遊覧船が2航路運航していたが、そのうちの1つである十和田湖観光汽船（青森県青森市）が2013年に経営破綻。2014年5月からは十和田湖観光汽船（青森県十和田市）の従業員が十和田湖遊覧船企業組合（青森県十和田市）を設立したが、この航路も2016年に廃止となった。十和田湖遊覧船企業組合が事業を廃止した後も遊覧船は撤去されず、2025年4月にはその放置遊覧船のうち1隻（第3十和田丸）が雪の重みで横倒しになっていることが確認されている。これとは別に十和田湖には十和田観光電鉄（青森県十和田市）が定期航路を開設している。
2017年度（平成29年度）の十和田湖での旅客輸送実績は、定期航路が2航路で約113,700人、不定期航路が5航路で約2600人だった。

### イベント
毎年1月下旬（2月上旬） - 2月下旬には休屋で「十和田湖冬物語」が開催され、雪像やかまくらなどを見ることができる。また、20時頃から冬花火も打ち上げられる。ただし、この時期は近隣の国道102、103、394、454号、青森県道40号の一部区間が冬季閉鎖や夜間交通規制の対象となるため、来場する際は注意が必要である。特に18時以降は八甲田山周辺の通行ができないため、冬花火を見るなどしてこの時間帯に青森方面や黒石方面へ帰る場合は小坂インターチェンジ方面か十和田市方面へ大きく迂回する必要がある。
毎年7月の第3金・土・日曜日には「湖水まつり」が開催され、また7月下旬の日曜日には十和田湖一周道路（約50 km）を約12時間かけて歩く「十和田湖ウォーク」が行われる。

### アクセス
| 鉄道下車駅                                  | 乗車路線                               | 所要時間    | 下車停留所   |
| ------------------------------------------- | -------------------------------------- | ----------- | ------------ |
| 東北新幹線盛岡駅                            | 岩手県交通盛岡・十和田湖号             | 約2時間15分 | 十和田湖下車 |
| 東北新幹線八戸駅                            | JRバス東北おいらせ号                   | 約2時間20分 | 十和田湖下車 |
| 東日本旅客鉄道（JR東日本）/青い森鉄道青森駅 | JRバス東北みずうみ号                   | 約3時間     | 十和田湖下車 |
| 花輪線十和田南駅                            | 十和田タクシー八郎太郎号(デマンドバス) | 約1時間     | 十和田湖下車 |

- 空港
  - 大館能代空港より乗合タクシー（愛のりくん ・十和田湖号）[58]
    - 十和田湖休屋・西湖畔下車（1時間55分 ）